# Élisabeth Philippe Marie Hélène de Bourbon
Élisabeth Philippe Marie Hélène de Bourbon, genannt Madame Élisabeth (* 3. Mai 1764 in Versailles; † 10. Mai 1794 (hingerichtet) in Paris), war eine französische Prinzessin. Sie war die jüngste Schwester König Ludwigs XVI. und blieb unverheiratet. Beim Ausbruch der Französischen Revolution 1789 stand sie auf der Seite ihres Bruders und ihrer Familie. Einige Zeit nach der Hinrichtung des Königspaares wurde sie ebenfalls guillotiniert. Sie wird von der römisch-katholischen Kirche als Märtyrerin angesehen und als Dienerin Gottes verehrt.

## Abstammung und Jugend

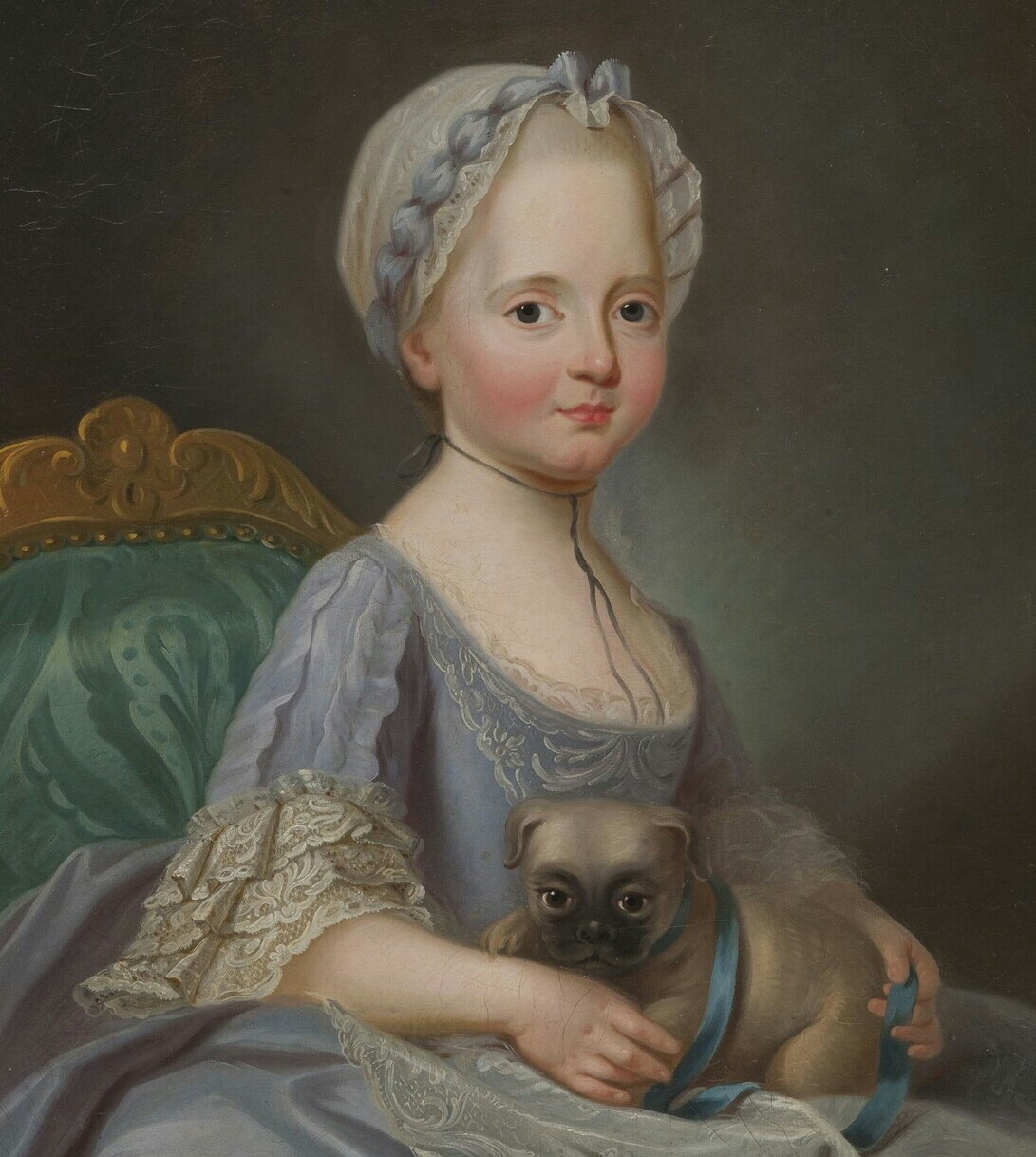
Madame Elisabeth als Kind, 1768

Elisabeth de Bourbon war das jüngste Kind des Dauphins Ludwig, Sohn Ludwigs XV., und seiner zweiten Gattin Maria Josepha von Sachsen, Tochter des sächsischen Kurfürsten Friedrich August II. und polnischen Königs August III. Sie hatte vier ältere Geschwister, von denen drei Könige von Frankreich wurden: Ludwig XVI., Ludwig XVIII. und Karl X. Ihre Schwester Marie-Clotilde wurde die Frau des Königs Karl Emanuel IV. von Sardinien. Drei weitere Geschwister starben im Kindesalter.
Da sie von schwacher Konstitution war, wurde Elisabeth noch am Tag ihrer Geburt durch den Erzbischof von Reims, Charles-Antoine de la Roche-Aymon, in Anwesenheit des Königspaares, ihrer drei Brüder und anderer naher Verwandter der Königsfamilie in der Kapelle Ludwigs XIV.  getauft. Ihr nomineller Taufpate war der Infant Philipp von Spanien, der durch ihren ältesten Bruder vertreten wurde. Elisabeth betrachtete daher zeit ihres Lebens ihren Bruder Ludwig XVI. als ihren Taufpaten und hatte eine besonders enge Bindung an ihn. Ihre Eltern starben früh – der Vater 1765, die Mutter 1767 – und Elisabeth war mit drei Jahren Vollwaise. Ihre Erziehung wurde – wie auch schon die ihrer vier Jahre älteren Schwester Marie-Clotilde – in die Hände von Marie Louise de Rohan, Comtesse de Marsan, Gouvernante der Kinder von Frankreich und Schwester des Marschalls Charles de Rohan-Soubise, gelegt.

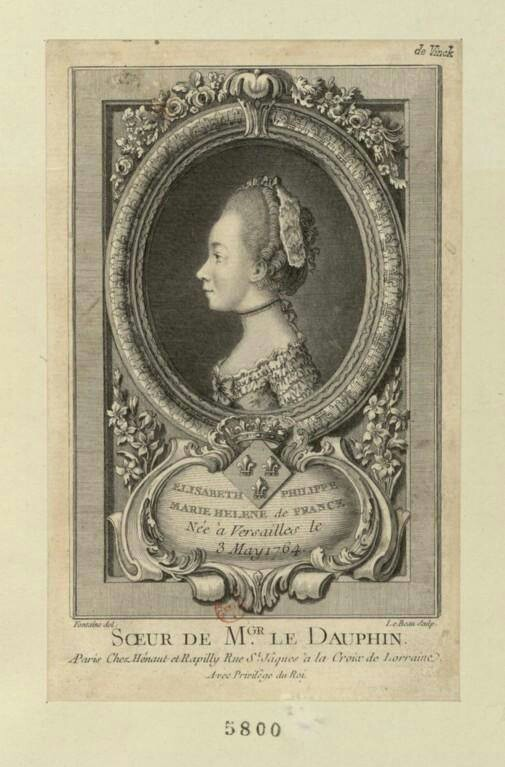
Élisabeth Philippe Marie Helene de France bei Pierre François Léonard Fontaine, c. 1775

Elisabeths Charakter während ihrer frühen Jugend wird als stolz, aufbrausend, leidenschaftlich und selbstbewusst beschrieben. Sie war sich ihres Standes als königliche Prinzessin bewusst und benutzte ihre Vorrechte, um ihren Willen durchzusetzen. Als die Comtesse de Marsan Unterstützung bei der Erziehung der Kinder benötigte, fiel die Wahl auf die Elsässerin Angélique de Mackau, die als Subgouvernante die Erziehung Elisabeths übernahm und deren Temperament zu zügeln wusste. Als junge Frau war die Prinzessin bereits sehr fromm, gütig, freimütig und großzügig veranlagt.
Eheprojekte mit Kaiser Joseph II. und dem Herzog von Aosta scheiterten an Elisabeths Ablehnung, weil sie in der Nähe ihres geliebten Bruders bleiben wollte. Im Gegensatz zu ihrer neun Jahre älteren Schwägerin, der Königin Marie-Antoinette, agierte sie sehr zurückhaltend und hielt sich von der Einmischung in Politik und Hofintrigen fern. Vielmehr widmete sie sich religiösen Übungen und karitativen Werken. Ihre Einkünfte verwendete sie teilweise zur Erziehung von Waisenkindern und Unterstützung von Bedürftigen. Häufig besuchte sie aus religiösem Antrieb das in eine Klosterschule umgestaltete Maison Royale de Saint-Louis in Saint-Cyr und das Karmeliterinnenkloster in Saint-Denis, wo sich Louise Marie de Bourbon, eine Tochter König Ludwigs XV., seit 1770 aufhielt.
Ludwig XVI. schenkte seiner Schwester 1783 den in Versailles gelegenen Landsitz Montreuil, wo Elisabeth öfters mit einer ausgewählten Gesellschaft lebte. Hier richtete sie in einem Teil ihres Anwesens eine Klinik ein, in der sie mittellose Kranke der Umgebung durch den Pflanzenforscher und Arzt Louis Guillaume Le Monnier behandeln ließ. Dieser erteilte ihr Unterricht in der von ihr sehr geschätzten Wissenschaft der Botanik. Sie war auch eine begabte Zeichnerin; mehrere erhaltene Werke von ihrer Hand befinden sich im Museum des Schlosses Versailles. Ferner war sie eine ausgezeichnete Reiterin. Mit ihren Jugendfreundinnen, insbesondere Madame de Bombelles, der Tochter ihrer Erzieherin Madame de Mackau, stand sie in regem Briefverkehr.

## Rolle während der Französischen Revolution
Beim Ausbruch der Revolution war Elisabeth bereits 25 Jahre alt und wurde kurzweg Madame Elisabeth genannt. Während der Großteil des Hochadels zu seiner Sicherheit das Land verließ, darunter ihr Bruder Charles Philippe, der spätere Karl X., im Juli 1789, und obwohl es auch ihr damals leichtgefallen wäre, zu fliehen, entschied sie sich, ihrer Familie beizustehen. Sie habe in guten Tagen so viele Wohltaten empfangen, dass sie es für schändlich hielte, in der Stunde der Gefahr nicht an der Seite ihres Bruders und seiner Kinder zu stehen, äußerte Madame Elisabeth gegenüber ihren Warnern.
In der Folge nahm Elisabeth standhaft und mutig an allen unglücklichen Geschicken ihres königlichen Bruders und seiner Familie teil. Sie fungierte als kluge Ratgeberin und drängte als überzeugte Monarchistin ihren gutmütigen und sich nur sehr zögerlich zu Entscheidungen durchringenden Bruder zur Ergreifung wirksamerer Maßnahmen gegen die Ausbreitung der Revolution, solange er dazu noch genügend Autorität besaß. Als tausende aufgebrachte und bewaffnete Frauen am 5. Oktober 1789 nach Versailles zogen und am nächsten Morgen in das Schloss eindrangen, brachte Elisabeth mehrere Leibwachen vor dem Zorn der Menge in Sicherheit. Die Königsfamilie, darunter auch Elisabeth, wurde gezwungen, sich nach Paris zu begeben und dort künftig in den Tuilerien, einem weitläufigen Palast, zu wohnen. Ludwig XVI., seine Kinder und seine Schwester Elisabeth nahmen im ersten Stock, seine Gemahlin Marie-Antoinette allein im Erdgeschoss Quartier.
Durch Vermittlung u. a. des Grafen von Virieu konnte Elisabeth regelmäßig mit ihrem im Exil lebenden Bruder Karl korrespondieren. Sie gab sich dabei von der Notwendigkeit einer Militärintervention der französischen Emigranten und ausländischen Mächte zur Wiederherstellung der Monarchie überzeugt. Karl, der ähnliche Ansichten vertrat, sollte nach ihrer Meinung selbständig den Versuch unternehmen, andere europäische Herrscher für diese Pläne zu gewinnen, da ihr königlicher Bruder zu schwach und nachgiebig sei. Einer ihrer Briefe wurde aber abgefangen und zur Untersuchung an die Nationalversammlung weitergeleitet.
Elisabeth verurteilte auch heftig die 1790 beschlossene Konfiskation der Kirchengüter sowie die Verpflichtung für die Priester, den Eid auf die neu eingeführte Zivilkonstitution des Klerus zu leisten.
Angesichts der bedrohlichen Situation veranlasste Ludwig XVI. im Februar 1791 seine Tanten, Madame Adélaïde und Madame Victoire, zur Ausreise aus Frankreich. Elisabeth sollte diese auf seinen Wunsch hin begleiten, doch sie weigerte sich, ihren Bruder zu verlassen. Dagegen nahm sie am 20./21. Juni 1791 am dilettantisch durchgeführten Fluchtversuch Ludwigs XVI. und seiner Familie teil, die sich nach Montmédy an der französischen Ostgrenze absetzen wollten. Die kleine Gruppe wurde jedoch in Varennes erkannt und zur Rückkehr nach Paris gezwungen, wobei sie unterwegs zahlreichen Demütigungen ausgesetzt war. Während dieser Rückreise gewann Elisabeth, insbesondere aber Marie-Antoinette, die Achtung und das Mitleid des Deputierten Antoine-Pierre-Joseph-Marie Barnave. Die gleichzeitige Flucht von Elisabeths Bruder Louis Stanislas Xavier (spätere Ludwig XVIII.) war indessen geglückt.
Als Ludwig XVI. sein Veto gegen verschiedene von der Nationalversammlung gewünschte Gesetzesvorhaben einlegte, u. a. gegen den Beschluss, Priester zu deportieren, die den Eid auf die Zivilkonstitution des Klerus verweigerten, drangen tausende Sansculottes am 20. Juni 1792 in den Tuilerien-Palast ein und versuchten, den König einzuschüchtern. In dieser gefährlichen Situation erschien Elisabeth mutig an der Seite ihres Bruders; sie wurde von den Aufrührern fälschlicherweise für die Königin gehalten und bedroht. Zum Schutz Marie-Antoinettes gab Elisabeth sich jedoch trotz der Gefahr nicht zu erkennen, bis der Ritter Saint-Pardoux ihre wahre Identität enthüllte. Der König selbst zeigte sich nicht dazu bereit, den Forderungen der Menge nachzugeben.
Am Morgen des 10. August 1792 setzten riesige Volksmassen zum Tuileriensturm an. Zuvor brachten sich Elisabeth, ihr Bruder und dessen Familie in der Gesetzgebenden Nationalversammlung in Sicherheit. Sie mussten dort 18 Stunden in der engen Loge des Protokollführers und danach mehrere Tage in vier Zellen eines angrenzenden Klosters verbringen. Am 13. August wurde Elisabeth mit der Königsfamilie schließlich im Temple eingekerkert. Inzwischen war Ludwig XVI. abgesetzt worden.
Unter den Haftbedingungen im Temple veränderte sich Elisabeths Aussehen sehr. Ein Chirurg Karls X., der sie zur Zeit des Prozesses Ludwigs XVI. besuchte, erzählte, dass sie kaum mehr wiederzuerkennen gewesen sei. Mit Hilfe einiger vertrauter Damen konnte sie weiterhin eine gewisse Verbindung mit der Außenwelt aufrechterhalten. Sie widmete sich zum Zeitvertreib gemeinsam mit Marie Antoinette diversen Näharbeiten und kümmerte sich wie eine zweite Mutter um die Erziehung der beiden mit ihr und dem Königspaar im Temple eingesperrten Königskinder, des siebenjährigen Dauphins Louis Charles und der 14-jährigen Marie Thérèse Charlotte, genannt Madame Royale. Außerdem versuchte sie ihren Bruder und ihre Schwägerin zu trösten, so gut sie konnte. Während des ab Dezember 1792 gegen Ludwig XVI. geführten Hochverratsprozesses musste der König seine Gefangenschaft im Temple von seiner Familie getrennt verbringen. Elisabeth und seine anderen Angehörigen durften nur vor seiner am 21. Januar 1793 vollstreckten Hinrichtung den letzten Abschied von ihm nehmen.
Anfang Juli 1793 wurde der junge Dauphin seiner Familie weggenommen und einem Schuster zur Erziehung übergeben. Am 2. August musste Elisabeth sich auch endgültig von Marie Antoinette  verabschieden, die in die Conciergerie gebracht wurde. So kümmerte Elisabeth sich nun während ihrer Temple-Haft allein um ihre Nichte und schärfte ihr die Werte der katholischen Religion ein. Kurz bevor die verhasste l’Autrichienne nach ihrem Schauprozess am 16. Oktober 1793 hingerichtet wurde, hatte sie einen letzten Brief an Elisabeth geschrieben, der allerdings nie bei seiner Adressatin ankam und erst viele Jahre später wieder auftauchte.

## Prozess und Hinrichtung
Ursprünglich wollte der Nationalkonvent Elisabeth nur des Landes verweisen, aber aufgrund einiger während des Prozesses Marie Antoinettes im Oktober 1793 verlesener belastender Dokumente wurde ein Dekret verabschiedet, sie vor das Revolutionstribunal zu stellen. Nach dem Tod der Königin schien sie jedoch für einige Zeit vergessen. Manche Deputierte wie Robespierre hielten sie für ungefährlich, doch eine sich zunehmend verschärfende Strafverfolgung bewirkte, dass schließlich auch sie an die Reihe kam.
Am 9. Mai 1794 wurde Elisabeth nach 21 Monaten Haft aus ihrem bisherigen Gefängnis in die Conciergerie gebracht und auf Befehl von Fouquier-Tinville vor das Revolutionstribunal gestellt. Sie wurde beschuldigt, den Fluchtversuch des Königs begünstigt, ihre im Exil lebenden Brüder finanziell unterstützt und zur Leistung bewaffneten Widerstands gegen den Tuilerien-Sturm aufgerufen zu haben. Als sie als „Schwester eines Tyrannen“ tituliert wurde, soll sie sinngemäß geantwortet haben, dass es, wäre ihr Bruder tatsächlich ein Tyrann gewesen, gar keine Gelegenheit gegeben hätte, ihr den Prozess zu machen. Nach einem kurzen, völlig parteiischen Verfahren verurteilte der Konvent sie am 10. Mai 1794 zum Tode.
Danach wurde Elisabeth auf einen der Karren verfrachtet, die sie und 24 weitere Todeskandidaten zur Place de la Révolution transportierten. Das Gejohle einer ihr dabei folgenden fanatisierten Menge ließ sie gleichmütig über sich ergehen. Als überzeugte Katholikin tröstete und betete sie für ihre Mitgefangenen, deren Achtung sie sich dadurch erwarb. Sie musste deren Hinrichtung miterleben und bestieg als letzte die Guillotine. Ihre letzten Worte sollen dem Scharfrichter gegolten haben, als er ihr auf dem Schafott das Halstuch von den Schultern riss und sie ihn daraufhin mit den Worten „Im Namen Gottes, Monsieur, bedecken sie mich wieder!“ beschwor.
Elisabeth hatte nur ein Alter von 30 Jahren erreicht. Ihr Leichnam wurde in einem Massengrab des Friedhofs Cimetière des Errancis in Paris bestattet. Nach der Wiederherstellung der Monarchie musste ihr nun regierender Bruder Ludwig XVIII. feststellen, dass ihre sterblichen Überreste nicht mehr zu identifizieren waren. Die während der Revolution Hingerichteten und auf dem Errancis-Friedhof Begrabenen wurden nun in die Katakomben von Paris überführt.

## Ausgaben von Briefen und Memoiren
Die 1858 von François de Barghon Fort-Rion herausgegebenen Memoires de Madame Élisabeth de France, sœur de Louis XVI. sind von zweifelhafter Authentizität. Graf Antoine F. Ferrand publizierte 1814 eine Éloge historique de Madame Elisabeth. In diesem Werk sind 94 Briefe Elisabeths enthalten, die allerdings einen stark entstellten Text aufweisen und auch in der zweiten Auflage von 1861 nur wenig korrigiert wurden. 1868 veröffentlichte F. Feuillet de Conches eine Correspondance de Madame Élisabeth de France, doch sind viele darin wiedergegebenen Briefe als apokryph verdächtig.

## Abstammung
| Louis de Bourbon Herzog von Burgund | Louis de Bourbon Herzog von Burgund | Louis de Bourbon Herzog von Burgund | Louis de Bourbon Herzog von Burgund | Louis de Bourbon Herzog von Burgund | Louis de Bourbon Herzog von Burgund |  |  | Maria Adelaide von Savoyen           | Maria Adelaide von Savoyen           | Maria Adelaide von Savoyen           | Maria Adelaide von Savoyen           | Maria Adelaide von Savoyen                | Maria Adelaide von Savoyen                |                                           |                                           | Stanislaus I. Leszczyński (König von Polen) | Stanislaus I. Leszczyński (König von Polen) | Stanislaus I. Leszczyński (König von Polen) | Stanislaus I. Leszczyński (König von Polen) | Stanislaus I. Leszczyński (König von Polen) | Stanislaus I. Leszczyński (König von Polen) |                                             |                                             | Katharina Opalińska (Königin von Polen)       | Katharina Opalińska (Königin von Polen)       | Katharina Opalińska (Königin von Polen)       | Katharina Opalińska (Königin von Polen)       | Katharina Opalińska (Königin von Polen)       | Katharina Opalińska (Königin von Polen)       |                                            |                                            | August II. (König von Polen und Kurfürst von Sachsen) | August II. (König von Polen und Kurfürst von Sachsen) | August II. (König von Polen und Kurfürst von Sachsen) | August II. (König von Polen und Kurfürst von Sachsen) | August II. (König von Polen und Kurfürst von Sachsen)              | August II. (König von Polen und Kurfürst von Sachsen)              |                                                                    |                                                                    | Christiane Eberhardine von Brandenburg-Bayreuth (Titulaturkönigin von Polen und Kurfürstin von Sachsen) | Christiane Eberhardine von Brandenburg-Bayreuth (Titulaturkönigin von Polen und Kurfürstin von Sachsen) | Christiane Eberhardine von Brandenburg-Bayreuth (Titulaturkönigin von Polen und Kurfürstin von Sachsen) | Christiane Eberhardine von Brandenburg-Bayreuth (Titulaturkönigin von Polen und Kurfürstin von Sachsen) | Christiane Eberhardine von Brandenburg-Bayreuth (Titulaturkönigin von Polen und Kurfürstin von Sachsen) | Christiane Eberhardine von Brandenburg-Bayreuth (Titulaturkönigin von Polen und Kurfürstin von Sachsen) |                                    |                                    | Joseph I. (HRR) (Kaiser des Heiligen Römischen Reiches) | Joseph I. (HRR) (Kaiser des Heiligen Römischen Reiches) | Joseph I. (HRR) (Kaiser des Heiligen Römischen Reiches) | Joseph I. (HRR) (Kaiser des Heiligen Römischen Reiches) | Joseph I. (HRR) (Kaiser des Heiligen Römischen Reiches) | Joseph I. (HRR) (Kaiser des Heiligen Römischen Reiches) |                                              |                                              | Wilhelmine Amalie (Kaiserin des Heiligen Römischen Reiches) | Wilhelmine Amalie (Kaiserin des Heiligen Römischen Reiches) | Wilhelmine Amalie (Kaiserin des Heiligen Römischen Reiches) | Wilhelmine Amalie (Kaiserin des Heiligen Römischen Reiches) | Wilhelmine Amalie (Kaiserin des Heiligen Römischen Reiches) | Wilhelmine Amalie (Kaiserin des Heiligen Römischen Reiches) |
| Louis de Bourbon Herzog von Burgund | Louis de Bourbon Herzog von Burgund | Louis de Bourbon Herzog von Burgund | Louis de Bourbon Herzog von Burgund | Louis de Bourbon Herzog von Burgund | Louis de Bourbon Herzog von Burgund |  |  | Maria Adelaide von Savoyen           | Maria Adelaide von Savoyen           | Maria Adelaide von Savoyen           | Maria Adelaide von Savoyen           | Maria Adelaide von Savoyen                | Maria Adelaide von Savoyen                |                                           |                                           | Stanislaus I. Leszczyński (König von Polen) | Stanislaus I. Leszczyński (König von Polen) | Stanislaus I. Leszczyński (König von Polen) | Stanislaus I. Leszczyński (König von Polen) | Stanislaus I. Leszczyński (König von Polen) | Stanislaus I. Leszczyński (König von Polen) |                                             |                                             | Katharina Opalińska (Königin von Polen)       | Katharina Opalińska (Königin von Polen)       | Katharina Opalińska (Königin von Polen)       | Katharina Opalińska (Königin von Polen)       | Katharina Opalińska (Königin von Polen)       | Katharina Opalińska (Königin von Polen)       |                                            |                                            | August II. (König von Polen und Kurfürst von Sachsen) | August II. (König von Polen und Kurfürst von Sachsen) | August II. (König von Polen und Kurfürst von Sachsen) | August II. (König von Polen und Kurfürst von Sachsen) | August II. (König von Polen und Kurfürst von Sachsen)              | August II. (König von Polen und Kurfürst von Sachsen)              |                                                                    |                                                                    | Christiane Eberhardine von Brandenburg-Bayreuth (Titulaturkönigin von Polen und Kurfürstin von Sachsen) | Christiane Eberhardine von Brandenburg-Bayreuth (Titulaturkönigin von Polen und Kurfürstin von Sachsen) | Christiane Eberhardine von Brandenburg-Bayreuth (Titulaturkönigin von Polen und Kurfürstin von Sachsen) | Christiane Eberhardine von Brandenburg-Bayreuth (Titulaturkönigin von Polen und Kurfürstin von Sachsen) | Christiane Eberhardine von Brandenburg-Bayreuth (Titulaturkönigin von Polen und Kurfürstin von Sachsen) | Christiane Eberhardine von Brandenburg-Bayreuth (Titulaturkönigin von Polen und Kurfürstin von Sachsen) |                                    |                                    | Joseph I. (HRR) (Kaiser des Heiligen Römischen Reiches) | Joseph I. (HRR) (Kaiser des Heiligen Römischen Reiches) | Joseph I. (HRR) (Kaiser des Heiligen Römischen Reiches) | Joseph I. (HRR) (Kaiser des Heiligen Römischen Reiches) | Joseph I. (HRR) (Kaiser des Heiligen Römischen Reiches) | Joseph I. (HRR) (Kaiser des Heiligen Römischen Reiches) |                                              |                                              | Wilhelmine Amalie (Kaiserin des Heiligen Römischen Reiches) | Wilhelmine Amalie (Kaiserin des Heiligen Römischen Reiches) | Wilhelmine Amalie (Kaiserin des Heiligen Römischen Reiches) | Wilhelmine Amalie (Kaiserin des Heiligen Römischen Reiches) | Wilhelmine Amalie (Kaiserin des Heiligen Römischen Reiches) | Wilhelmine Amalie (Kaiserin des Heiligen Römischen Reiches) |
|                                     |                                     |                                     |                                     |                                     |                                     |  |  |                                      |                                      |                                      |                                      |                                           |                                           |                                           |                                           |                                             |                                             |                                             |                                             |                                             |                                             |                                             |                                             |                                               |                                               |                                               |                                               |                                               |                                               |                                            |                                            |                                                       |                                                       |                                                       |                                                       |                                                                    |                                                                    |                                                                    |                                                                    | | | | | | |                                    |                                    |                                                         |                                                         |                                                         |                                                         |                                                         |                                                         |                                              |                                              |                                                             |                                                             |                                                             |                                                             |                                                             |                                                             |
|                                     |                                     |                                     |                                     |                                     |                                     |  |  |                                      |                                      |                                      |                                      |                                           |                                           |                                           |                                           |                                             |                                             |                                             |                                             |                                             |                                             |                                             |                                             |                                               |                                               |                                               |                                               |                                               |                                               |                                            |                                            |                                                       |                                                       |                                                       |                                                       |                                                                    |                                                                    |                                                                    |                                                                    | | | | | | |                                    |                                    |                                                         |                                                         |                                                         |                                                         |                                                         |                                                         |                                              |                                              |                                                             |                                                             |                                                             |                                                             |                                                             |                                                             |
|                                     |                                     |                                     |                                     |                                     |                                     |  |  | Ludwig XV. (König von Frankreich)    | Ludwig XV. (König von Frankreich)    | Ludwig XV. (König von Frankreich)    | Ludwig XV. (König von Frankreich)    | Ludwig XV. (König von Frankreich)         | Ludwig XV. (König von Frankreich)         |                                           |                                           | Maria Leszczyńska (Königin von Frankreich)  | Maria Leszczyńska (Königin von Frankreich)  | Maria Leszczyńska (Königin von Frankreich)  | Maria Leszczyńska (Königin von Frankreich)  | Maria Leszczyńska (Königin von Frankreich)  | Maria Leszczyńska (Königin von Frankreich)  |                                             |                                             |                                               |                                               |                                               |                                               |                                               |                                               |                                            |                                            |                                                       |                                                       |                                                       |                                                       |                                                                    |                                                                    |                                                                    |                                                                    | August III.                                                                                             | August III.                                                                                             | August III.                                                                                             | August III.                                                                                             | August III.                                                                                             | August III.                                                                                             |                                    |                                    | Maria Josepha von Österreich                            | Maria Josepha von Österreich                            | Maria Josepha von Österreich                            | Maria Josepha von Österreich                            | Maria Josepha von Österreich                            | Maria Josepha von Österreich                            |                                              |                                              |                                                             |                                                             |                                                             |                                                             |                                                             |                                                             |
|                                     |                                     |                                     |                                     |                                     |                                     |  |  | Ludwig XV. (König von Frankreich)    | Ludwig XV. (König von Frankreich)    | Ludwig XV. (König von Frankreich)    | Ludwig XV. (König von Frankreich)    | Ludwig XV. (König von Frankreich)         | Ludwig XV. (König von Frankreich)         |                                           |                                           | Maria Leszczyńska (Königin von Frankreich)  | Maria Leszczyńska (Königin von Frankreich)  | Maria Leszczyńska (Königin von Frankreich)  | Maria Leszczyńska (Königin von Frankreich)  | Maria Leszczyńska (Königin von Frankreich)  | Maria Leszczyńska (Königin von Frankreich)  |                                             |                                             |                                               |                                               |                                               |                                               |                                               |                                               |                                            |                                            |                                                       |                                                       |                                                       |                                                       |                                                                    |                                                                    |                                                                    |                                                                    | August III.                                                                                             | August III.                                                                                             | August III.                                                                                             | August III.                                                                                             | August III.                                                                                             | August III.                                                                                             |                                    |                                    | Maria Josepha von Österreich                            | Maria Josepha von Österreich                            | Maria Josepha von Österreich                            | Maria Josepha von Österreich                            | Maria Josepha von Österreich                            | Maria Josepha von Österreich                            |                                              |                                              |                                                             |                                                             |                                                             |                                                             |                                                             |                                                             |
|                                     |                                     |                                     |                                     |                                     |                                     |  |  |                                      |                                      |                                      |                                      |                                           |                                           |                                           |                                           |                                             |                                             |                                             |                                             |                                             |                                             |                                             |                                             |                                               |                                               |                                               |                                               |                                               |                                               |                                            |                                            |                                                       |                                                       |                                                       |                                                       |                                                                    |                                                                    |                                                                    |                                                                    | | | | | | |                                    |                                    |                                                         |                                                         |                                                         |                                                         |                                                         |                                                         |                                              |                                              |                                                             |                                                             |                                                             |                                                             |                                                             |                                                             |
|                                     |                                     |                                     |                                     |                                     |                                     |  |  |                                      |                                      |                                      |                                      |                                           |                                           |                                           |                                           |                                             |                                             |                                             |                                             |                                             |                                             |                                             |                                             |                                               |                                               |                                               |                                               |                                               |                                               |                                            |                                            |                                                       |                                                       |                                                       |                                                       |                                                                    |                                                                    |                                                                    |                                                                    | | | | | | |                                    |                                    |                                                         |                                                         |                                                         |                                                         |                                                         |                                                         |                                              |                                              |                                                             |                                                             |                                                             |                                                             |                                                             |                                                             |
|                                     |                                     |                                     |                                     |                                     |                                     |  |  |                                      |                                      |                                      |                                      | Louis Ferdinand (Französischer Kronprinz) | Louis Ferdinand (Französischer Kronprinz) | Louis Ferdinand (Französischer Kronprinz) | Louis Ferdinand (Französischer Kronprinz) | Louis Ferdinand (Französischer Kronprinz)   | Louis Ferdinand (Französischer Kronprinz)   |                                             |                                             | Maria Josepha (Französische Kronprinzessin) | Maria Josepha (Französische Kronprinzessin) | Maria Josepha (Französische Kronprinzessin) | Maria Josepha (Französische Kronprinzessin) | Maria Josepha (Französische Kronprinzessin)   | Maria Josepha (Französische Kronprinzessin)   |                                               |                                               | Friedrich Christian (Kurfürst von Sachsen)    | Friedrich Christian (Kurfürst von Sachsen)    | Friedrich Christian (Kurfürst von Sachsen) | Friedrich Christian (Kurfürst von Sachsen) | Friedrich Christian (Kurfürst von Sachsen)            | Friedrich Christian (Kurfürst von Sachsen)            |                                                       |                                                       | Maria Amalia (Königin von Neapel-Sizilien und Königin von Spanien) | Maria Amalia (Königin von Neapel-Sizilien und Königin von Spanien) | Maria Amalia (Königin von Neapel-Sizilien und Königin von Spanien) | Maria Amalia (Königin von Neapel-Sizilien und Königin von Spanien) | Maria Amalia (Königin von Neapel-Sizilien und Königin von Spanien)                                      | Maria Amalia (Königin von Neapel-Sizilien und Königin von Spanien)                                      | | | Maria Anna (Kurfürstin von Bayern)                                                                      | Maria Anna (Kurfürstin von Bayern)                                                                      | Maria Anna (Kurfürstin von Bayern) | Maria Anna (Kurfürstin von Bayern) | Maria Anna (Kurfürstin von Bayern)                      | Maria Anna (Kurfürstin von Bayern)                      |                                                         |                                                         | Franz Xaver von Sachsen (Sächsischer Regent)            | Franz Xaver von Sachsen (Sächsischer Regent)            | Franz Xaver von Sachsen (Sächsischer Regent) | Franz Xaver von Sachsen (Sächsischer Regent) | Franz Xaver von Sachsen (Sächsischer Regent)                | Franz Xaver von Sachsen (Sächsischer Regent)                |                                                             |                                                             |                                                             |                                                             |
|                                     |                                     |                                     |                                     |                                     |                                     |  |  |                                      |                                      |                                      |                                      | Louis Ferdinand (Französischer Kronprinz) | Louis Ferdinand (Französischer Kronprinz) | Louis Ferdinand (Französischer Kronprinz) | Louis Ferdinand (Französischer Kronprinz) | Louis Ferdinand (Französischer Kronprinz)   | Louis Ferdinand (Französischer Kronprinz)   |                                             |                                             | Maria Josepha (Französische Kronprinzessin) | Maria Josepha (Französische Kronprinzessin) | Maria Josepha (Französische Kronprinzessin) | Maria Josepha (Französische Kronprinzessin) | Maria Josepha (Französische Kronprinzessin)   | Maria Josepha (Französische Kronprinzessin)   |                                               |                                               | Friedrich Christian (Kurfürst von Sachsen)    | Friedrich Christian (Kurfürst von Sachsen)    | Friedrich Christian (Kurfürst von Sachsen) | Friedrich Christian (Kurfürst von Sachsen) | Friedrich Christian (Kurfürst von Sachsen)            | Friedrich Christian (Kurfürst von Sachsen)            |                                                       |                                                       | Maria Amalia (Königin von Neapel-Sizilien und Königin von Spanien) | Maria Amalia (Königin von Neapel-Sizilien und Königin von Spanien) | Maria Amalia (Königin von Neapel-Sizilien und Königin von Spanien) | Maria Amalia (Königin von Neapel-Sizilien und Königin von Spanien) | Maria Amalia (Königin von Neapel-Sizilien und Königin von Spanien)                                      | Maria Amalia (Königin von Neapel-Sizilien und Königin von Spanien)                                      | | | Maria Anna (Kurfürstin von Bayern)                                                                      | Maria Anna (Kurfürstin von Bayern)                                                                      | Maria Anna (Kurfürstin von Bayern) | Maria Anna (Kurfürstin von Bayern) | Maria Anna (Kurfürstin von Bayern)                      | Maria Anna (Kurfürstin von Bayern)                      |                                                         |                                                         | Franz Xaver von Sachsen (Sächsischer Regent)            | Franz Xaver von Sachsen (Sächsischer Regent)            | Franz Xaver von Sachsen (Sächsischer Regent) | Franz Xaver von Sachsen (Sächsischer Regent) | Franz Xaver von Sachsen (Sächsischer Regent)                | Franz Xaver von Sachsen (Sächsischer Regent)                |                                                             |                                                             |                                                             |                                                             |
|                                     |                                     |                                     |                                     |                                     |                                     |  |  |                                      |                                      |                                      |                                      |                                           |                                           |                                           |                                           |                                             |                                             |                                             |                                             |                                             |                                             |                                             |                                             |                                               |                                               |                                               |                                               |                                               |                                               |                                            |                                            |                                                       |                                                       |                                                       |                                                       |                                                                    |                                                                    |                                                                    |                                                                    | | | | | | |                                    |                                    |                                                         |                                                         |                                                         |                                                         |                                                         |                                                         |                                              |                                              |                                                             |                                                             |                                                             |                                                             |                                                             |                                                             |
|                                     |                                     |                                     |                                     |                                     |                                     |  |  |                                      |                                      |                                      |                                      |                                           |                                           |                                           |                                           |                                             |                                             |                                             |                                             |                                             |                                             |                                             |                                             |                                               |                                               |                                               |                                               |                                               |                                               |                                            |                                            |                                                       |                                                       |                                                       |                                                       |                                                                    |                                                                    |                                                                    |                                                                    | | | | | | |                                    |                                    |                                                         |                                                         |                                                         |                                                         |                                                         |                                                         |                                              |                                              |                                                             |                                                             |                                                             |                                                             |                                                             |                                                             |
| Ludwig XVI. (König von Frankreich)  | Ludwig XVI. (König von Frankreich)  | Ludwig XVI. (König von Frankreich)  | Ludwig XVI. (König von Frankreich)  | Ludwig XVI. (König von Frankreich)  | Ludwig XVI. (König von Frankreich)  |  |  | Ludwig XVIII. (König von Frankreich) | Ludwig XVIII. (König von Frankreich) | Ludwig XVIII. (König von Frankreich) | Ludwig XVIII. (König von Frankreich) | Ludwig XVIII. (König von Frankreich)      | Ludwig XVIII. (König von Frankreich)      |                                           |                                           | Karl X. (König von Frankreich)              | Karl X. (König von Frankreich)              | Karl X. (König von Frankreich)              | Karl X. (König von Frankreich)              | Karl X. (König von Frankreich)              | Karl X. (König von Frankreich)              |                                             |                                             | Marie Clothilde Königin von Sardinien-Piemont | Marie Clothilde Königin von Sardinien-Piemont | Marie Clothilde Königin von Sardinien-Piemont | Marie Clothilde Königin von Sardinien-Piemont | Marie Clothilde Königin von Sardinien-Piemont | Marie Clothilde Königin von Sardinien-Piemont |                                            |                                            | Élisabeth Philippe Marie Hélène de Bourbon            | Élisabeth Philippe Marie Hélène de Bourbon            | Élisabeth Philippe Marie Hélène de Bourbon            | Élisabeth Philippe Marie Hélène de Bourbon            | Élisabeth Philippe Marie Hélène de Bourbon                         | Élisabeth Philippe Marie Hélène de Bourbon                         |                                                                    |                                                                    | | | | | | |                                    |                                    |                                                         |                                                         |                                                         |                                                         |                                                         |                                                         |                                              |                                              |                                                             |                                                             |                                                             |                                                             |                                                             |                                                             |